# Connor Howe
Connor Howe (* 10. Juni 2000 in Canmore, Alberta) ist ein kanadischer Eisschnellläufer.

## Werdegang
Howe startete international erstmals bei den Juniorenweltmeisterschaften 2017 in Helsinki. Dort gewann er die Silbermedaille im Teamsprint. In der Saison 2018/19 lief er in Hamar seine ersten Weltcuprennen und belegte dabei in der B-Gruppe den 22. Platz über 500 m und den 11. Rang über 1500 m. Bei den Einzelstreckenweltmeisterschaften 2019 in Inzell lief er auf den 24. Platz über 1500 m und bei den Einzelstreckenweltmeisterschaften 2020 in Salt Lake City auf den 19. Rang über 1500 m. In der Saison 2020/21 erreichte er in Heerenveen mit den Plätzen drei und zwei in der Teamverfolgung seine ersten Podestplatzierungen im Weltcup. Außerdem errang er mit Platz sieben über 1500 m seine erste Top-Zehn-Platzierung im Weltcupeinzel und belegte damit den zehnten Platz im Gesamtweltcup über 1500 m. Beim Saisonhöhepunkt, den Einzelstreckenweltmeisterschaften 2021 in Heerenveen, holte er die Silbermedaille in der Teamverfolgung.

## Persönliche Bestzeiten
- 500 m      35,23 s (aufgestellt am 3. Januar 2020 in Calgary)
- 1000 m    1:07,19 min (aufgestellt am 5. Dezember 2021 in Salt Lake City)
- 1500 m    1:42,34 min (aufgestellt am 23. September 2023 in Calgary)
- 3000 m    3:41,61 min (aufgestellt am 16. März 2024 in Calgary)
- 5000 m    6:22,15 min (aufgestellt am 19. November 2022 in Heerenveen)

## Teilnahmen an Weltmeisterschaften und Olympischen Winterspielen

### Olympische Spiele
- 2022 Peking: 5. Platz 1500 m, 5. Platz Teamverfolgung, 12. Platz 1000 m

### Einzelstrecken-Weltmeisterschaften
- 2019 Inzell: 24. Platz 1500 m
- 2020 Salt Lake City: 19. Platz 1500 m
- 2021 Heerenveen: 2. Platz Teamverfolgung, 6. Platz 1500 m, 10. Platz 1000 m
- 2023 Heerenveen: 2. Platz Teamverfolgung, 10. Platz 1500 m, 14. Platz Massenstart
- 2024 Calgary: 3. Platz Teamverfolgung, 12. Platz 1500 m, 19. Platz 1000 m
- 2025 Hamar: 3. Platz 1500 m, 6. Platz Teamsprint, 11. Platz 1000 m

## Weltcupsiege im Einzel
| Nr. | Datum             | Ort        | Disziplin |
| --- | ----------------- | ---------- | --------- |
| 1.  | 20. November 2022 | Heerenveen | 1500 m    |